# مايوكو أوكي
مايوكو أوكي (باليابانية: 青木 麻由子) مواليد 17 ديسمبر 1975، هي مؤدية أصوات يابانية.

## أعمال

### ألعاب فيديو
- فاينل فانتسي X
- فاينل فانتسي تايب-0
- كينغدوم هارتس
- فاينل فانتسي X-2
- المملكة هارتس II

### التقاط الحركة
- فاينل فانتسي VIII

## وصلات خارجية
- مايوكو أوكي على موقع IMDb (الإنجليزية)
- مايوكو أوكي على موقع ميوزك برينز (الإنجليزية)
- مايوكو أوكي على موقع ديسكوغز (الإنجليزية)
- مايوكو أوكي على موقع قاعدة بيانات الفيلم (الإنجليزية)
- مايوكو أوكي على موقع كينوبويسك (الروسية)
- مايوكو أوكي على موقع ANN person (الإنجليزية)
- مايوكو أوكي  في شبكة أخبار الأنمي